# Zenobia Camprubí
Zenobia Camprubí Aymar (Malgrat de Mar, 31 de agosto de 1887-San Juan de Puerto Rico, 28 de octubre de 1956) fue una escritora, traductora y lingüista española, perteneciente a la edad de plata de las ciencias y las letras españolas. Fue la primera traductora hispánica de Rabindranath Tagore y llegó a traducir veintidós volúmenes al tiempo que desarrolló múltiples actividades cívicas, culturales, comerciales y docentes. Durante el exilio, como miembro del profesorado de la Universidad de Maryland, difundió la lengua, cultura y literatura españolas, y desarrolló así una fructífera labor educativa, y por extensión filológica, literaria, jurídica y cultural. Miembro destacado del Lyceum Club Femenino junto a Victoria Kent, desde el que reivindicó constantemente una mayor presencia de la mujer en todos los ámbitos de la sociedad es considerada como una de las pioneras del feminismo español.

## Nacimiento y juventud

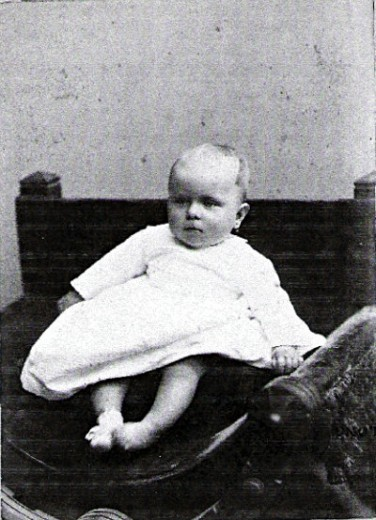
Imagen de Zenobia de niña.

A las cuatro de la madrugada del 31 de agosto nació Zenobia Salustiana Edith Camprubí y Aymar en la calle del Mar, 87, de Malgrat de Mar (Barcelona) en el seno de una acomodada familia catalano-puertorriqueña.
Zenobia Camprubí Aymar era hija de Isabel Aymar Lucca y Raimundo Camprubí Escudero, un matrimonio culto y adinerado. Su abuelo materno, Augusto Aymar, era un acomodado comerciante estadounidense y su abuela era miembro de una familia de corsos, afincados en Puerto Rico. Tanto su madre como su abuela habían estudiado en los mejores colegios de Estados Unidos y mantenían muchos lazos familiares en Estados Unidos. Su padre, Raimundo Camprubí, era ingeniero de caminos, canales y puertos, y pertenecía a una familia de militares catalanes, aunque nacido en Pamplona.
Los padres de Camprubí habían contraído matrimonio en Puerto Rico en 1879, adonde él había viajado para dirigir la construcción de una carretera entre Ponce y Coamo. El matrimonio tuvo cuatro hijos José (1879), Raimundo, Zenobia y Augusto. 
Durante los dos primeros años de su vida, al llegar el verano, la familia Camprubí se desplazaba a ‘La Quinta’ en Malgrat para disfrutar del agradable clima mediterráneo en la temporada estival. 
En el invierno de 1890, nació en Barcelona su hermano Augusto Camprubí Aymar, cuarto hijo de la familia. Este sería el último año que Camprubí y su familia disfrutarían de las vacaciones en Malgrat, el motivo probablemente estuviera ligado a los cambios de destino que sufría su padre por necesidades del trabajo.
A los nueve años viajó por primera vez a Estados Unidos con su hermano José y su madre. El motivo del viaje era el ingreso de su hermano mayor en un colegio de enseñanza media en preparación a sus posteriores estudios en Harvard (Cambridge, MA) y arreglar temas  de la herencia de la abuela, fallecida en 1895. Por un problema de salud de Camprubí, la familia se ve obligada a trasladar su residencia al municipio de Sarriá un año más tarde. En este lugar, Camprubí conoce a María Muntadas de Capará, con quien entablará una gran amistad.
En 1900, Camprubí fundó una sociedad, junto a su amiga María Muntadas, que denominan Las Abejas Industriosas. Por esas fechas no había cumplido aún los trece años, pero ya se vislumbra un gran espíritu inquieto y de organización. 
En 1901, su padre, Raimundo Camprubí, fue destinado a Tarragona en calidad de jefe de Obras Públicas. Camprubí viajó con su madre y hermano pequeño Augusto a Suiza en busca de remedio para una rara enfermedad de oído y ojos del hermano después de sufrir una difteria. 
En el mes de marzo de ese mismo año, la revista juvenil neoyorquina St. Nicholas publicó un cuento corto de Camprubí llamado A Narrow Escape (Una escapada por los pelos). También se publicó su trabajo autobiográfico Malgrat, inspirado en su estancia en la villa costera. Viajó de nuevo a Suiza. El padre de Camprubí fue entonces trasladado a Valencia. Durante su estancia en esta ciudad, la familia vivió en la calle Navelos, n.º 14. Camprubí escribió y publicó varios trabajos literarios, entre ellos, The Garret I Have Known (El desván que he conocido). Camprubí se hizo cargo del funcionamiento de la casa familiar en Valencia pues su madre se marchó una temporada a Barcelona con su familia política. Obtuvo un premio literario consistente en una Insignia de Oro de la revista St. Nicholas Illustrated Magazine for Boys and Girls por su trabajo When Grandmother Went to School (Cuando mi abuela asistía a la escuela). 
Como consecuencia de la separación matrimonial, Isabel Aymar (madre de Camprubí) y su hija se marcharon a vivir a los Estados Unidos en 1905. Se establecieron en Newburgh (Nueva York) donde viven numerosos familiares y amigos de la familia. El viaje se inició con una visita a Canadá en el mes de septiembre, acompañada por su tío materno José, y su hermano Raimundo. En Quebec los esperaba su tía Lillian.
Durante estos años, la vida que llevó en Estados Unidos era totalmente diferente a la española. Se mueve por Washington, Boston y Nueva York. Asiste a bailes, reuniones, almuerzos, tés y todo tipo de acontecimientos sociales. Mientras tanto sigue leyendo y estudiando –latín, literatura, música, historia europea y americana- escribiendo, asistiendo a actos culturales, preparándose para el futuro, cuidando su formación. Empieza a ser cortejada por el abogado, amigo de la familia, Henry Shattuck. 
En 1908, Camprubí se matriculó en el Teacher’s College de la Universidad de Columbia (Nueva York) para cursar estudios de literatura inglesa y composición. 
Tras una reconciliación matrimonial, Isabel Aymar regresó a España en 1909 en compañía de Camprubí y su prima Hannah. La llamaban «la americanita», ya que allí comenzó sus estudios universitarios en Columbia; asistió a actividades culturales y clubes de mujeres. Entró en contacto con el feminismo estadounidense, viajó sola, leyó los clásicos españoles e ingleses y siguió un curso sobre literatura.

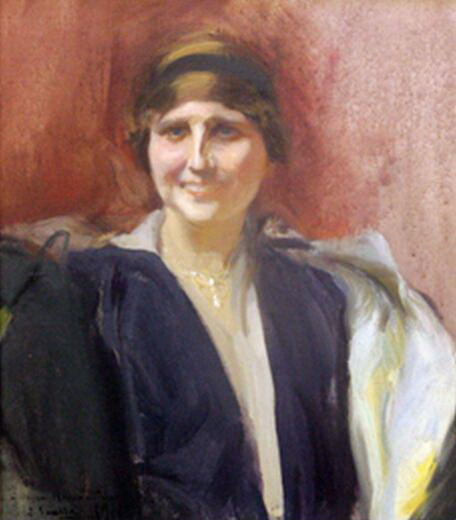
Retrato de Zenobia Camprubí (1918), obra de Joaquín Sorolla (Universidad de Puerto Rico).

Se instalaron en La Rábida (Palos de la Frontera, Huelva) donde Raimundo Camprubí desempeñaba el cargo de ingeniero jefe del puerto de la capital onubense. En una dependencia de la casa donde se instalan, Camprubí improvisa una escuela para dar clase a un grupo de diecinueve niños de los alrededores. 
En 1910, el padre de Camprubí fue destinado a Madrid. La residencia familiar se fijó en el paseo de la Castellana, n.º 18. 
A la vuelta de un viaje relámpago a Suiza en marzo de 1911, Camprubí y su madre pasaron por Barcelona y visitan Malgrat. Esta era la primera vez que Camprubí volvía a su casa natal, que le pareció “triste y oscura”. En octubre se produjo el tercer viaje de Camprubí a Estados Unidos con motivo del nacimiento de Inés, la primera hija de su hermano José. Surge la idea de exportar labores de artesanía, bordados y libros a Norteamérica.
En 1912, Camprubí vuelve a Madrid en los primeros meses del año. Continúa publicando artículos en revistas norteamericanas. Aprovecha todo lo que le ofrece Madrid y se involucra en proyectos culturales e intelectuales. Allí se relaciona fundamentalmente con estadounidenses, ya que le angustiaba no poder moverse sola con libertad, hasta que conoció a Susan Huntington, que dirigía el Instituto Internacional de Madrid, donde se alojaban extranjeros que asistían a los cursos de verano que se organizaban.

## Edad adulta
En 1913 Camprubí mantenía una relación epistolar con su pretendiente estadounidense Henry Shattuck, que vino a España en mayo de ese mismo año para discutir detalles de un posible matrimonio. El 9 de julio, por carta, se produjo la ruptura definitiva de la relación, para pasar a ser amigos.
Asistió a numerosas conferencias, pero solo podía hacerlo acompañada de un matrimonio estadounidense, los Byne. Este matrimonio organizaba fiestas y en ellas escuchó hablar de un arisco y extraño poeta huésped de la Residencia de Estudiantes, que se quejaba del ruido, pero que pegaba el oído a la pared cuando oía la risa de Camprubí, a la que por entonces aún no conocía. Camprubí conoció a Juan Ramón Jiménez en 1913, en una conferencia de Manuel Bartolomé Cossío enmarcada dentro de unos cursos organizados por la Junta para la Ampliación de Estudios e Investigaciones, en Madrid, celebrados en la Residencia, donde él trabajaba. 
En 1914, Camprubí tradujo unos versos de The Crescent Moon de Tagore, incluyendo un poema-prólogo de Juan Ramón. En junio visitó Ávila y Segovia. A finales de año, hubo algunas desavenencias entre Juan Ramón Jimenéz y Camprubí. No pudieron entregar La Luna Nueva de Tagore a tiempo para su publicación y a modo de compensación se publicó la edición menor escogida para niños de Platero y yo.

## Matrimonio con Juan Ramón Jiménez

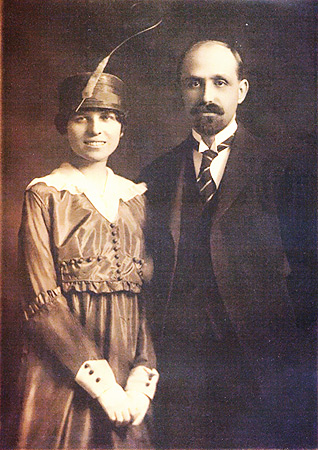
Retrato de boda de Zenobia y Juan Ramón Jiménez (2 de marzo de 1916, Nueva York).

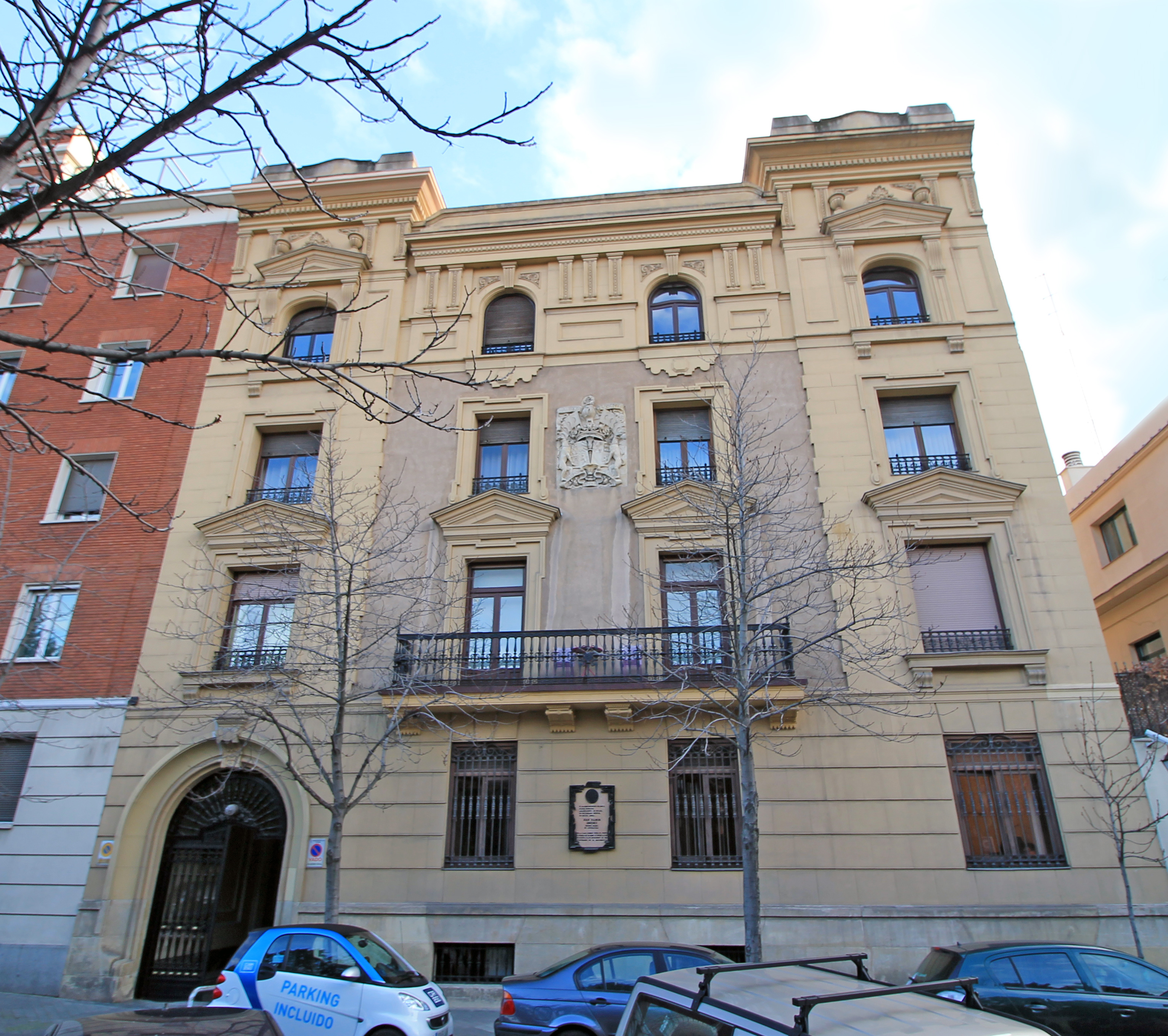
El n.º 38 de la calle de Padilla de Madrid, donde vivieron Camprubí y Jimenéz entre 1929 y 1936. El edificio fue proyectado como casa-palacio por el arquitecto Bernardo Giner de los Ríos.

En diciembre Camprubí y su madre embarcaron en Cádiz rumbo a Nueva York para evitar las relaciones de su hija con el poeta y conocer a la segunda hija de su hermano José, Leontine –Beba-. Pero, el 12 de febrero de 1916 llegó a Nueva York el poeta Juan Ramón Jiménez y el 2 de marzo Camprubí y él se casaron en la Iglesia católica St. Stephen de Nueva York. Recorrieron Estados Unidos: Boston, Filadelfia, Baltimore, Washington… El 7 de junio embarcaron en el buque Montevideo, acompañados de Isabel Aymar, con destino a España. Tras desembarcar en Cádiz llegaron a Sevilla, donde pasaron un par de días, poniendo rumbo a La Palma del Condado, donde les esperaban los familiares de Juan Ramón, deseosos de conocer al fin a la esposa de éste. El 1 de julio llegaron a Madrid.
En 1917, Camprubí tradujo y publicó El Jardinero, El Cartero del Rey, Pájaros perdidos y La Cosecha de Tagore. Juan Ramón Jiménez colaboró con un Poema-Prólogo. También en colaboración con Juan Ramón tradujo El Asceta, El rey y la Reina, Malini, Ofrenda Lírica, Las Piedras Hambrientas y Ciclo de Primavera, todas de Tagore.
Junto a Katherine Bourland, María de Maeztu y Rafaela Ortega y Gasset, en 1918 Camprubí fundó en Madrid La Enfermera a Domicilio, asociación cuyo fin era cuidar de la salud de niños y adultos enfermos de familias obreras, procurándoles alimentos y medicinas y llevándoles a dispensarios y a la consulta de prestigiosos médicos que les atendían gratuitamente. Además, se puso al frente de pequeños negocios que compensaran los problemas económicos del matrimonio, templó el ánimo de su marido, alentó su pluma y sorteó problemas tan importantes como abandonar España dignamente tras el estallido de la guerra civil.
El 6 de abril de 1920, se estrenó la obra El Cartero del Rey de Tagore, traducida y adaptada para el teatro por Camprubí. Hubo tres funciones en días consecutivos. Hizo una sociedad con su amiga Inés Muñoz para continuar con la exportación de labores de artesanía, bordados, cerámica y libros a América. Antes había recibido y gestionado los productos su hermano José. En octubre, junto a María Goyri de Menéndez Pidal y María de Maeztu, fundó el Comité para la Concesión de Becas a Mujeres Españolas en el Extranjero. Desempeñó el cargo de secretaria desde su fundación hasta 1936. Surgió la idea entonces de otro negocio: subarrendar pisos que ella amueblaba. Sus familiares y amigos norteamericanos solían solicitarle que les buscase piso con ciertas características donde pasar sus estancias en Madrid, algo que no era fácil, así que decidió hacerlo ella misma. Juan Ramón y Zenobia se mudaron a la calle Lista, 8. En 1921 se realizó la representación en el Ateneo de Madrid de la obra de John M. Synge Jinetes hacia el mar en versión de Camprubí. Traducción de La hermana mayor de Tagore. En 1922, hizo un breve viaje a Cataluña y Baleares con su amiga Inés Muñoz. En Barcelona visitó a su tío paterno José Camprubí y a sus amigas de la niñez.
El 15 de marzo de 1924 murió en Madrid, a los setenta y ocho años de edad, el ingeniero Raimundo Camprubí, padre de Zenobia. A finales de junio y principios de julio, Zenobia y Juan Ramón, invitados por Federico García Lorca y su familia, disfrutaron de unas vacaciones en Granada, aunque no era ésta la primera vez que ella viajó a esta ciudad. En agosto pasaron unos días en Moguer. En octubre viajaron de nuevo a Andalucía pasando por Málaga, Córdoba, Sevilla y Moguer.

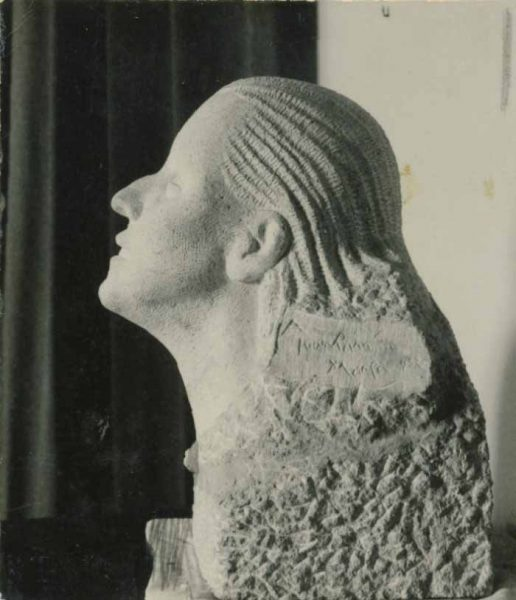
Busto de Zenobia Camprubí, realizado por Margarita Gil Roësset en 1932

En 1926, se fundó en Madrid el Lyceum Club Femenino, una de las primeras asociaciones de mujeres creada en España. Camprubí fue la secretaria mientras María de Maeztu fue la presidenta. Desarrolló una importante labor social impactando notablemente en el panorama cultural de la época. En el verano, el matrimonio viajó por España, recorrieron toda la zona noroeste de la península: Soria, Logroño, Pamplona, San Sebastián, Bilbao, Santander, Asturias, Santiago de Compostela, Vigo y León. En 1928 se inauguró en Madrid el establecimiento llamado Arte Popular Español, que estaba dedicado a la venta de artesanía española. Decoró el hotel Parador Nacional Sierra de Gredos, primer hotel Parador Nacional. El 18 de agosto murió la madre de Camprubí, Isabel Aymar. En julio de 1929, el matrimonio viajó a Salamanca donde se encontraron con Unamuno, y Zamora, donde se encontraron con el hermano mayor de Zenobia, José, y su familia que habían venido a España a visitar las exposiciones de Barcelona y Sevilla y visitaron más tarde Moguer. En agosto viajaron al sur de Francia. Visitaron Fuenterrabía, Irún, Hendaya, Biarritz, Bayona, Pau y Tarbes, y se instalaron en Lourdes. A mediados de agosto de 1930, su cuñada Ethel y su sobrina Leontine acompañadas de Zenobia y Juan Ramón viajaron a Vigo para embarcar hacia Nueva York. Desde Vigo, los esposos viajaron a Barcelona a visitar a amigos de Camprubí.

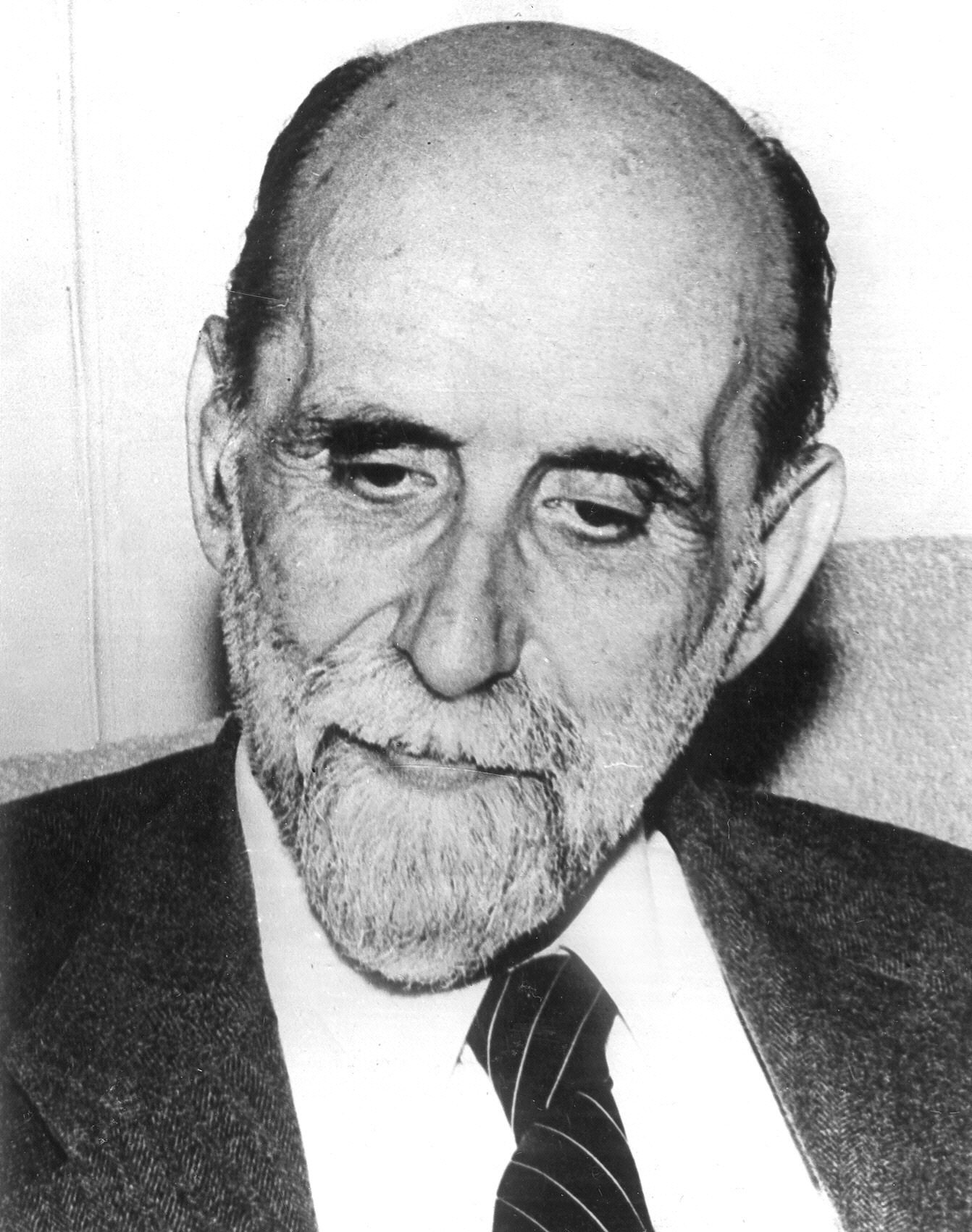
Zenobia tuvo una marcada influencia en la vida y obra de Juan Ramón Jiménez. Durante los cuarenta años de matrimonio colaboró intensamente con su pareja.

En 1931 le detectaron a Camprubí un tumor, pero decidió no operarse. Recibió para evitar la operación tratamiento intenso de rayos X. La escultora Marga Gil Roësset esculpió un busto de Camprubí pero mientras estaba haciendo este trabajo se enamoró del poeta Juan Ramón Jiménez. Se suicidó por amor en un hotelito de las Rozas el 8 de julio. Dejó cartas y un diario a Juan Ramón y a Zenobia.
Camprubí se dedicó en 1935 a la decoración del hotel Paradero de Ifach, en Calpe (Alicante) y de manera gradual dejó de subarrendar pisos que ella decoraba, pues ya no resultaba rentable.

## Exilio
En los primeros días de la contienda, Juan Ramón y Zenobia colaboraron con la Protección de Menores en el cuidado y alojamiento de niños huérfanos de guerra, acogieron a doce niños de 4 a 8 años en un piso bajo en Velázquez, 69.
El 22 de agosto de 1936 abandonaron España, saliendo por La Junquera. Cuatro días después embarcaron en Cherburgo en el trasatlántico Aquitania con destino a Nueva York y el matrimonio inició un periplo en el que recorrieron Cuba, Estados Unidos, Buenos Aires y Puerto Rico, donde Camprubí trabajó como profesora en la Universidad de Puerto Rico. El 29 de octubre se estrenó como conferenciante en Puerto Rico: “La mujer española en la vida de su país.”
Entre 1937 y 1938 el matrimonio Jiménez residieron en Cuba y vivieron en el Hotel Vedado de La Habana. La pareja desarrolló una serie de actividades sociales y culturales, así como también participaron en algún acto político de apoyo al Gobierno Republicano de España. Continua preocupación por los niños españoles huérfanos y recaudación de fondos a través de suscripciones en La Prensa de Nueva York y otros para enviarlos a España. Camprubí trabajó como voluntaria en cárceles de mujeres y donaba su ropa para que cuando las presas salieran tuvieran algo que ponerse.
En enero de 1939 se trasladaron a Nueva York para posteriormente instalarse en Coral Gables, en Miami (Florida). Al finalizar la guerra civil, el piso que Zenobia y Juan Ramón tenían en Madrid, respetado durante toda la contienda, fue saqueado, desapareciendo libros, documentos y otros objetos personales.
En enero del año siguiente cuando Juan Ramón pronunció sus primeras conferencias formales en la Universidad de Miami, Camprubí leyó simultáneamente una versión en inglés traducida por ella misma.
En 1942 murió de un infarto su hermano mayor y preferido, José Camprubí.
En 1943 Zenobia y Juan Ramón se mudaron a Washington y en enero del año siguiente, la Universidad en Maryland llamó a Camprubí para que impartiera clases de español a un grupo de militares, tras lo cual, y visto el éxito, decidieron contratarla como profesora en el Departamento de Historia y Cultura Europeas.
En 1945 la contrataron con plaza permanente en la Universidad de Maryland. Se trasladaron a vivir a Riverdale, donde, dos años más tarde, se compraron una casa donde tanto ella como Juan Ramón Jiménez impartirán clases.
En 1948 el matrimonio viajó por Argentina y Uruguay. El viaje se amplió más de tres meses llegando a dar el poeta 12 conferencias. Ni Juan Ramón ni Zenobia se imaginaron el recibimiento tan caluroso y multitudinario que les brindarían allí.
En 1950 viajaron durante los meses de noviembre y diciembre a Puerto Rico debido a las crisis nerviosas de Juan Ramón.
En 1951 se sometió a una operación de cáncer en Boston. En 1954 se instalaron de nuevo en Puerto Rico, porque Juan Ramón no soportaba la vida en los Estados Unidos. Camprubí no solo dejó atrás una vida intelectualmente interesante, sino también la posibilidad de someterse a un buen tratamiento en caso de que reapareciera la enfermedad, cosa que ocurrió finalmente. Camprubí firmó un contrato con la Universidad de Puerto Rico para traducir folletos de divulgación científica durante un año. Empezó a impartir clases en la Universidad de Río Piedras. A finales de año la operaron de un cáncer vaginal en el Massachusetts General Hospital de Boston.
En febrero de 1952 la dieron de alta y regresó a Puerto Rico. Continuó sus trabajos en la Universidad. El 18 de agosto Camprubí realizó en Puerto Rico el juramento como ciudadana estadounidense, con ello consiguió la doble nacionalidad.
A principios de 1953 su hermano Augusto, enfermo de cáncer, pasó una temporada con ella y Juan Ramón en Puerto Rico antes de volver a Estados Unidos para morir a finales de marzo. Camprubí terminó el tratamiento y determinaron su curación. Fue un año de trabajo sin descanso, ayudando a Juan Ramón mecanografiando todo su trabajo en una época de producción frenética.
En 1954 Camprubí dejó de trabajar en la Universidad por recomendación médica a pesar de ser dada de alta. La revista Américas publicó un trabajo autobiográfico de Camprubí titulado Juan Ramón y yo.
En 1955 la Universidad de Puerto Rico cedió a los Jiménez una sala que pasó a denominarse Sala Zenobia-Juan Ramón Jiménez. Se creó en Moguer la Casa de Cultura Zenobia-Juan Ramón.
En 1956 reapareció el cáncer, en abril empezó tratamiento de rayos X que le produjeron grandes quemaduras. En junio, Camprubí voló a Boston con el propósito de ser nuevamente intervenida, pero los médicos desaconsejaron la operación y le dieron tan solo unos meses de vida. Camprubí falleció el 28 de octubre de 1956, en la Clínica Mimiya de Santurce, Puerto Rico, tres días después de que su esposo recibiera el Premio Nobel de Literatura. Fue enterrada en el Cementerio de Porta Coeli.

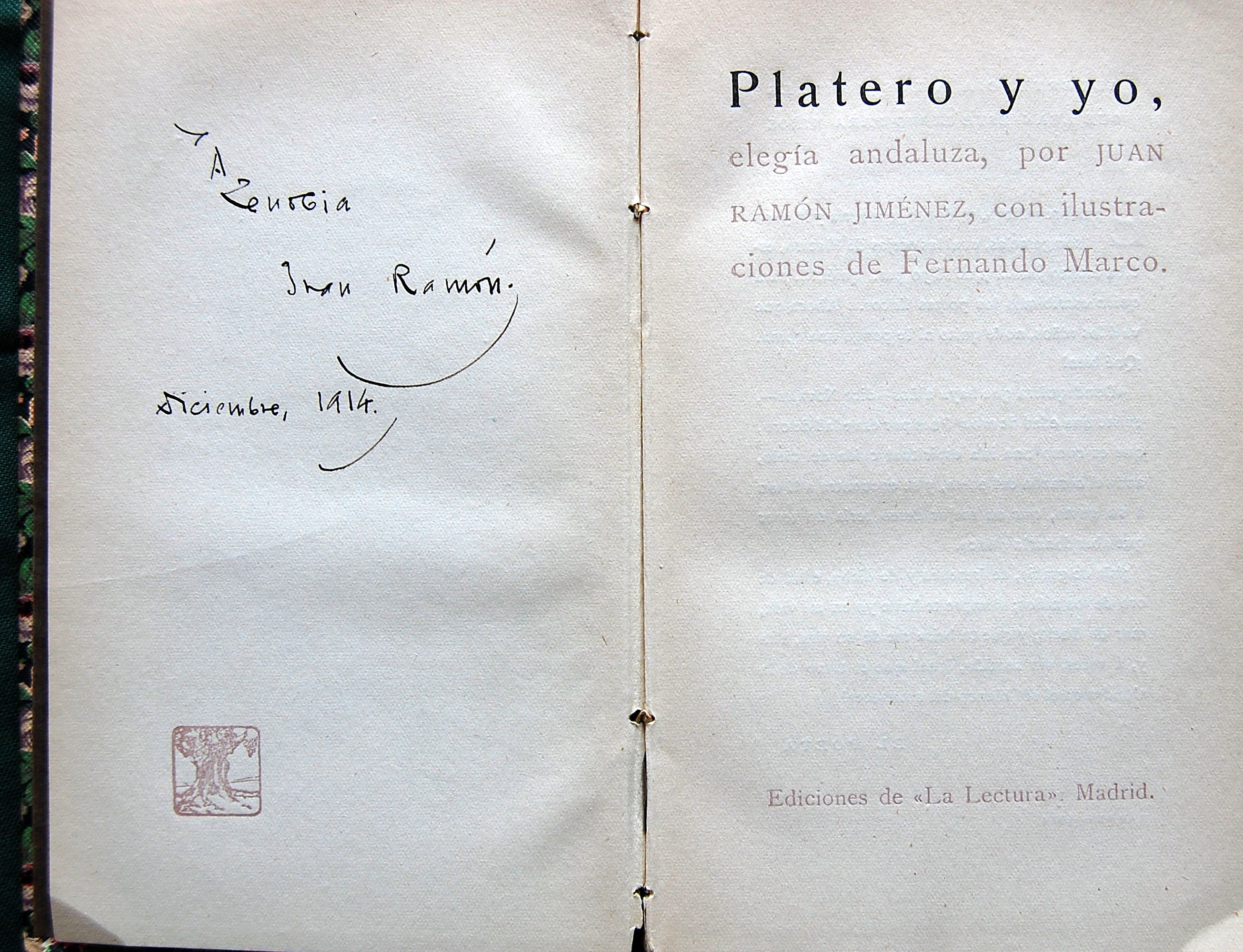
Dedicatoria de Juan Ramón Jiménez a Zenobia Camprubí.

Al recibirse en Moguer la noticia de la muerte de Camprubí, el mismo día 28 de octubre, que era domingo, la corporación municipal celebró una sesión extraordinaria en la que se acordó en primer lugar nombrar hija adoptiva de Moguer a Zenobia Camprubí, y se solicitó al Ministerio de la Gobernación la autorización correspondiente para dar el nombre de Zenobia Camprubí a la calle de las Flores.
El entonces alcalde de Moguer, Juan Gorostidi Alonso, cursó al poeta en la mañana del lunes 29 un telegrama con el texto «todo Moguer comparte tu dolor por el fallecimiento de Zenobia», y, ya por la tarde, la corporación volvió a reunirse acordándose, por un lado, la celebración de un solemne funeral que tendría lugar el 5 de noviembre y, por otro, suspender todos los festejos organizados en señal de júbilo por la concesión del Nobel a Juan Ramón.
Juan Ramón Jiménez la sobrevivió dos años. En 1958, dos años más tarde de su fallecimiento, los restos de Camprubí fueron trasladados a España junto a los de Juan Ramón Jiménez para ser enterrados en el cementerio de Jesús de Moguer.

## Su legado
Camprubí está considerada como una de las grandes pioneras en el feminismo en España, miembro destacada del Lyceum Club Femenino junto a Victoria Kent, desde el que reivindicó constantemente una mayor presencia de la mujer en todos los ámbitos de la sociedad. Entre sus muchas iniciativas de carácter humanitario, destacaron varias campañas a favor de las niñas y niños españoles víctimas de la Guerra Civil, realizadas desde su residencia en Nueva York. De su actividad en el mundo de las letras, sobresalen las primeras traducciones al castellano de la obra de Rabindranath Tagore como, por ejemplo, el libro inicialmente escrito por W.W. Pearson Shantiniketan, traducido al castellano con el nombre Morada de paz (1919). También es digna de mención su constante difusión de la cultura y la lengua españolas, especialmente en los ambientes literarios de Estados Unidos, desde su puesto de profesora en la Universidad de Maryland.
Sus diarios poseen un importante valor ya que fue, junto a Rosa Chacel, la única mujer que dejó un diario escrito de la vida y la literatura de mitad del siglo XX.
- Traducción al castellano de los escritos de Rabindranath Tagore, algunas junto a Juan Ramón.
- Juan Ramón y yo (1954).
- Diario I. Cuba (1937-1939).[13]
- Diario II. Estados Unidos (1939-1950).[14]
- Diario III. Puerto Rico (1951-1956).[15]